# Rugby Africa Women's Cup 2023
La Rugby Africa Women's Cup del 2023 fue la cuarta edición del torneo de rugby para selecciones femeninas pertenecientes a Rugby Afrique.

## Participantes
- Camerún
- Kenia
- Madagascar
- Sudáfrica

## Desarrollo
| Pos | Países     | Partidos | Partidos | Partidos | Tantos | Tantos | Tantos | Pts |
| Pos | Países     | G        | E        | P        | PF     | PC     | DP     | Pts |
| --- | ---------- | -------- | -------- | -------- | ------ | ------ | ------ | --- |
| 1   | Sudáfrica  | 3        | 0        | 0        | 214    | 8      | +206   | 15  |
| 2   | Kenia      | 2        | 0        | 1        | 81     | 71     | +10    | 10  |
| 3   | Madagascar | 1        | 0        | 2        | 58     | 118    | -60    | 5   |
| 4   | Camerún    | 0        | 0        | 3        | 13     | 169    | -156   | 0   |

### Partidos
| 20 de mayo de 2023 | Sudáfrica | 87 - 0 | Camerún |  |  |

| 20 de mayo de 2023 | Kenia | 29 - 20 | Madagascar |  |  |

| 24 de mayo de 2023 | Sudáfrica | 48 - 0 | Kenia |  |  |

| 24 de mayo de 2023 | Camerún | 10 - 30 | Madagascar |  |  |

| 28 de mayo de 2023 | Kenia | 52 - 3 | Camerún |  |  |

| 28 de mayo de 2023 | Sudáfrica | 79 - 8 | Madagascar |  |  |